# Alianza ruso-prusiana

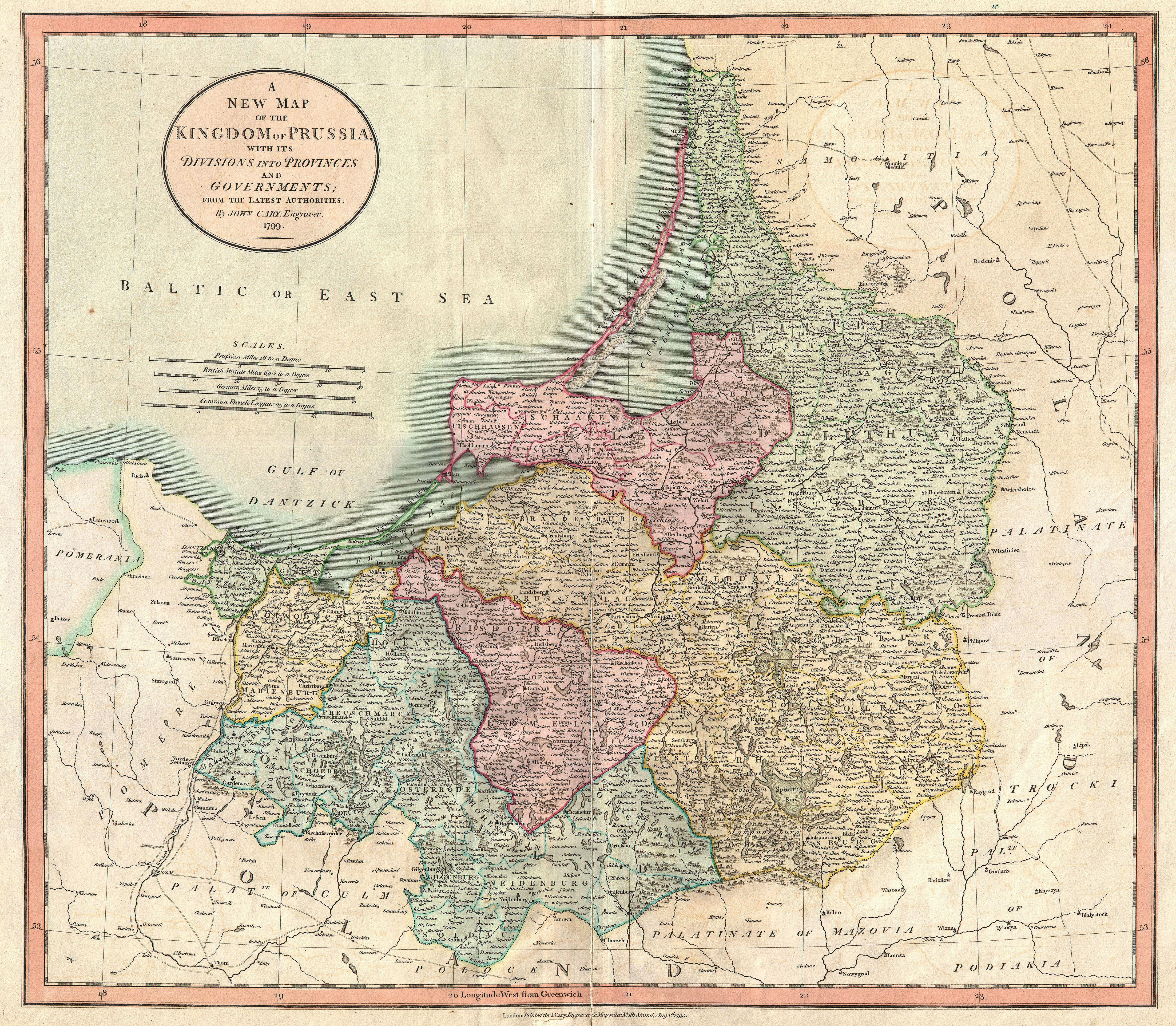
A New Map of the Kingdom of Prussia ... (1799) por John Cary.

La alianza ruso-prusiana se refiere al tratado firmado por el Reino de Prusia y el Imperio ruso el 11 de abril de 1764. Extendió el Tratado de San Petersburgo de 1762, que había puesto fin a la Guerra de los Siete Años entre ambos países. Se trató de una alianza militar defensiva, por la cual cada parte declaraba que protegería la estabilidad territorial de la otra. Además, permitía a ambos países intervenir en la Mancomunidad de Polonia-Lituania, que fue uno de los propósitos principales del tratado.

## Origen y finalidad

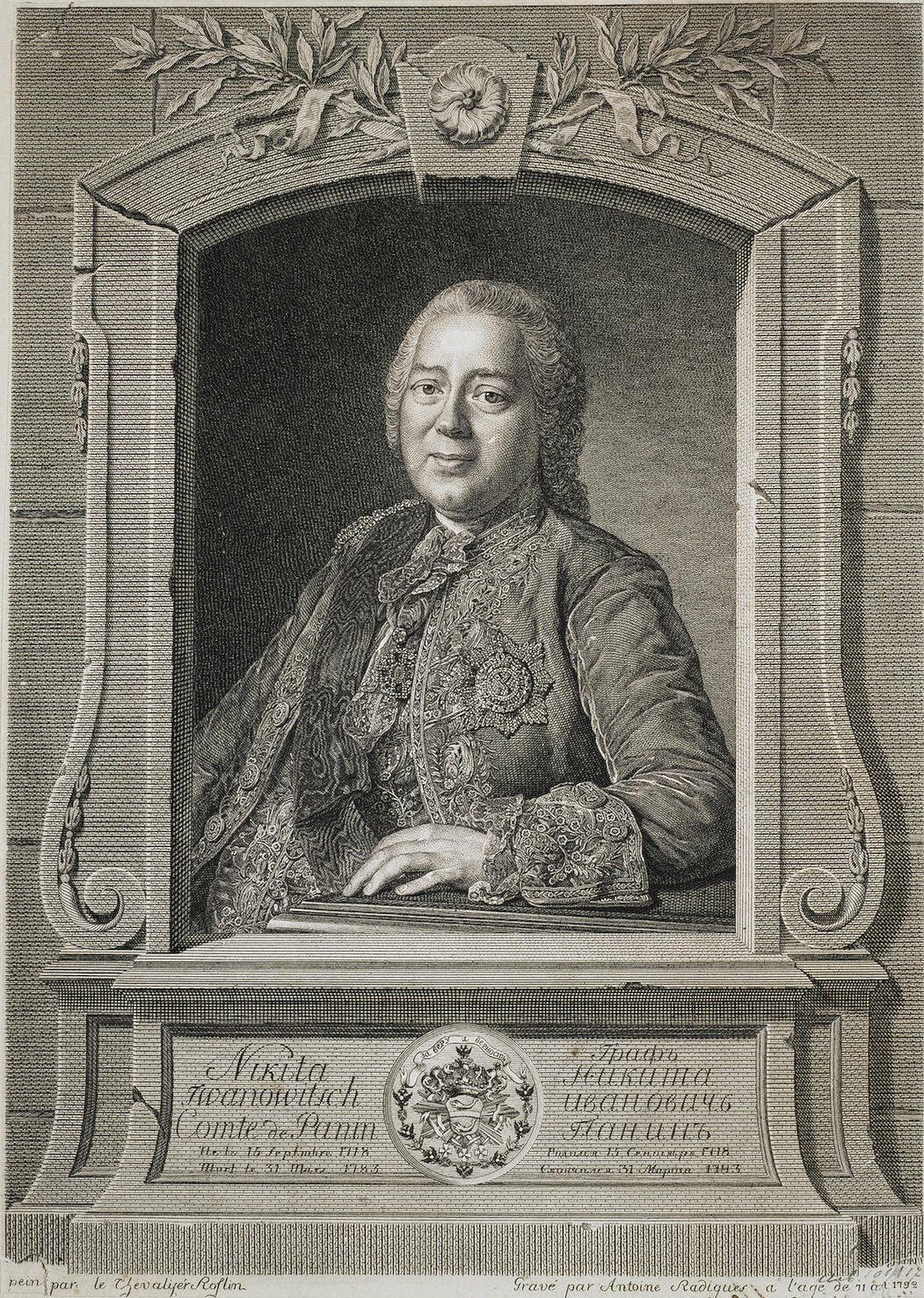
Un grabado de 1792 por Antoinne-Christophor Radigue de Nikita Panin, el gestor del tratado que selló la alianza ruso-prusiana.

El tratado fue una creación del diplomático ruso Nikita Ivánovich Panin. Extendió el Tratado de San Petersburgo de 1762, que había puesto fin a la Guerra de los Siete Años entre Prusia y el Imperio ruso. Firmado el 11 de abril de 1764, sentó las bases del «sistema norte» en la política rusa, según el cual Rusia y Prusia serían aliadas con el Reino de Gran Bretaña. Si bien la alianza anglo-prusiana de 1756 se había desvanecido con el tiempo, los lazos entre Gran Bretaña y Rusia se habían fortalecido, con una alianza comercial firmada en 1766.
La alianza fue de naturaleza defensiva: cada parte declaraba que protegería la estabilidad territorial de la otra, lo que proporcionó a Prusia una importante seguridad en la escena internacional al convertir a su enemigo más poderoso en un aliado. La alianza también tenía como propósito contraatacar el poder del Imperio austríaco o Monarquía habsburga. Desde la perspectiva rusa, Austria había estado menos dispuesto a comprometerse en temas relativos a la expansión de la esfera de influencia rusa y, por tanto, era menos atractiva como aliado en ese momento. Según algunos historiadores, Rusia se convertiría en el socio dominante en la alianza, cumpliendo parcialmente uno de los objetivos de la Guerra de los Siete Años: incrementar su influencia sobre Prusia. Otros historiadores consideran que el tratado fue una hábil victoria para Prusia, a pesar de la tendencia de Rusia a tratar a Prusia como un socio menor. Poco antes de su muerte, Federico II el Grande de Prusia declaró que había sido el tratado más ventajoso que había firmado.
No sin importancia, el tratado también permitió a Prusia y Rusia ejercer mejor control sobre la Mancomunidad de Polonia-Lituania: ambas partes acordaron que querían evitar la elección de un tercer rey de Sajonia. Así, ambos países trabajaron juntos para asegurar la elección de su propio candidato, Stanisław August Poniatowski, más tarde ese año. El tratado de 1764 también incluyó una provisión que permitía a los signatarios intervenir en Polonia en caso hubiera un cambio de régimen no aprobado. De hecho, ambas potencias junto con Austria intervendrían en conjunto en Polonia en respuesta a la Confederación de Bar, intervención que resultó en la Primera partición de Polonia en 1772.

## Disolución y consecuencias

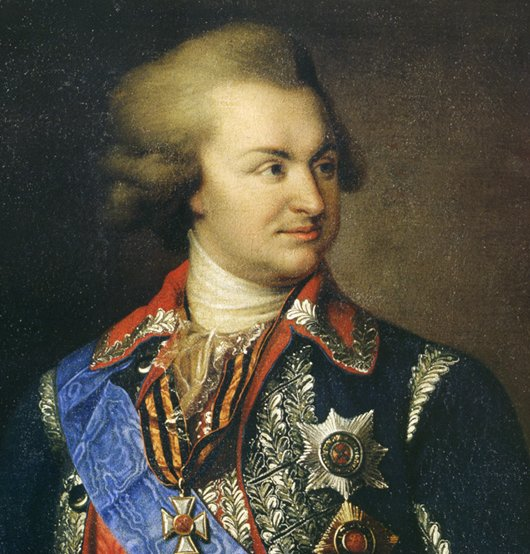
Detalle de un retrato de 1847 de Grigori Potiomkin, quien abogó por mantener lazos cercanos entre Rusia y Austria.

Durante las siguientes décadas, la atención de Rusia giró progresivamente hacia el sur y el Imperio otomano. Defendida por Grigori Potiomkin, esta nueva dirección redujo el valor estratégico de Prusia como aliada de Rusia y convirtió a Austria una vez más en una candidata más atractiva. La alianza ruso-prusiana fue extendida nuevamente en 1777; sin embargo, en la corte imperial de San Petersburgo, la influencia de la facción pro-prusiana encabezada por Panin fue eclipsada por la facción pro-austríaca de Potiomkin. Tras la muerte de María Teresa I de Austria, José II de Habsburgo favoreció la mejora de las relaciones con Rusia y comenzó negociaciones secretas a inicios de 1781, las cuales dieron como resultado una alianza austro-rusa alrededor de mayo y junio de 1781. La alianza ruso-prusiana existió formalmente hasta 1788, pero perdió la mayor parte de su significado con la declaración de la alianza austro-rusa, que aisló a Prusia en la escena internacional. Por ello, Prusia buscó una nueva alianza con Gran Bretaña. El fin de esta alianza también marcó el declive de Panin, quien una vez dijo que su propia supervivencia política dependía de este tratado.